# パトリック・ド・クルシー (第17代キングセール男爵)
第17代キングセール男爵パトリック・ド・クルシー（英語: Patrick de Courcy, 17th Baron Kingsale、1660年頃 – 1669年）は、アイルランド貴族。

## 生涯
第16代キングセール男爵ジョン・ド・クルシーとエレン・リー（Ellen Reagh、チャールズ・マッカーシー・リーの娘）の長男として生まれた。
1667年5月19日に父が天然痘で病死すると、キングセール男爵の爵位を継承した。しかし、自身も1669年に死去、弟アルメリカスが爵位を継承した。